# انقباضات رحمی
انقباضات رحمی حاصل منقبض شدن ماهیچه‌های صاف رحم است.

## در قاعدگی
رحم در طول چرخهٔ قاعدگی پیوسته منقبض می‌شود که به عنوان موج‌های هم‌کش‌پذیر یا آندومتریال شناخته می‌شوند. این انقباضات در لایهٔ داخلی مایومتریوم یعنی Sub-endometrial layer وقوع می‌یابند. در ابتدای فاز فولیکولی این انقباضات در هر یک یا دو دقیقه رخ می‌دهد و به مدت ۱۰ تا ۱۵ ثانیه طول می‌کشد. در حالت معمول این انقباضات دامنهٔ کمی به اندازهٔ mmHg ۳۰ دارند اما به سوی تخمک‌گذاری بسامد آن به ۳ تا ۴ عدد در دقیقه افزایش می‌یابد در طی فاز لوتئال به احتمال تسهیل هر گونه لانه گزینی یا القاء (implantation)، بسامد و دامنهٔ این انقباضات کاهش می‌یابند اگر لانه گزینی رخ ندهد فعالیت انقباضات کم باقی می‌ماند.
دامنهٔ انقباضات در حین قاعدگی به شدت افزایش یافته بین ۵۰ تا ۲۰۰ mmHg تغییر می‌کند و انقباضاتی زایمان مانند تولید می‌کند که به اصطلاح کرامپ‌های قاعدگی شناخته می‌شوند در حالتی که این اصطلاح برای دردهای قاعدگی استفاده می‌شود. این انقباضات ممکن است ناراحت‌کننده و دردناک باشند، درد شکم و انقباض در قاعدگی کمتر از دوره زایمان است. ورزش کردن و آب گرم به تسهیل این دردها کمک می‌کند. فرض می‌شود که تغییر در اندازهٔ میوزین‌های عضله‌های صاف رحم جهت انقباضات داخل رحم را در چرخهٔ قاعدگی تغییر می‌دهد.

## در زایمان
در طب زنان و زایمان کلمهٔ انقباض ممکن است به معنی حرکت رحم باشد. بارادری و انقباضات باعث آزاد شدن هورمون اکسی توسین به خون می‌شود. با پیشرفت بارداری انقباضات به تدریج طولانی‌تر می‌شوند.
قبل از زایمان، زنان ممکن است انقباضاتی به نام Braxton hicks داشته باشند که به عنوان بارداری کاذب (false labour) شناخته می‌شود. انقباضات رحمی در هنگام زایمان را می‌توان به وسیلهٔ tocography و دستگاهی به نام tocodynamometer مشاهده کرد.

## در اورگاسم
رحم و واژن در هنگام اورگاسم منقبض می‌شود این انقباضات در زنان حامله پس از سه ماههٔ دوم و سوم بهتر احساس می‌شود.